# Boxeuropameisterschaften 1955
Die 11. Herren-Boxeuropameisterschaften der Amateure wurden vom 27. Mai bis 5. Juni 1955 in West-Berlin ausgetragen. Dies waren nach 1927 die zweiten Europameisterschaften in Berlin. Es nahmen 153 Kämpfer aus 24 Nationen teil.
Es wurden Medaillen in zehn Gewichtsklassen vergeben. Deutschland und Polen errangen jeweils drei Goldmedaillen, die Sowjetunion und England jeweils zwei.

## Ergebnisse
| Klasse            | Gold                         | Silber                          | Bronze                                                      |
| Fliegengewicht    | Edgar Basel Deutschland      | Mircea Dobrescu Rumänien        | Henryk Kukier Polen Wolfgang Behrendt DDR                   |
| Bantamgewicht     | Zenon Stefaniuk Polen        | Boris Stepanow Sowjetunion      | Daniel Hellebuyck Belgien Wolfgang Schwarz Deutschland      |
| Federgewicht      | Thomas Nicholls England      | Alexander Sassuchin Sowjetunion | Hans-Peter Mehling Deutschland Pentti Hämäläinen Finnland   |
| Leichtgewicht     | Harry Kurschat Deutschland   | Darweesh Mustafa Ägypten        | Ilija Lukić Jugoslawien Pentti Rautiainen Finnland          |
| Halbweltergewicht | Leszek Drogosz Polen         | Pál Budai Ungarn                | Wladimir Jengibarjan Sowjetunion Hans Petersen Dänemark     |
| Weltergewicht     | Nicholas Gargano England     | Hippolyte Annex Frankreich      | Nicolae Linca Rumänien Pavle Sovljanski Jugoslawien         |
| Halbmittelgewicht | Zbigniew Pietrzykowski Polen | Karlos Dzhaneryan Sowjetunion   | Marcel Pigou Frankreich Rolf Caroli DDR                     |
| Mittelgewicht     | Gennadi Schatkow Sowjetunion | Stig Sjölin Schweden            | Dieter Wemhöner Deutschland Bedřich Koutný Tschechoslowakei |
| Halbschwergewicht | Erich Schöppner Deutschland  | Ulli Nitzschke DDR              | Július Torma Tschechoslowakei Ottavio Panunzi Italien       |
| Schwergewicht     | Algirdas Šocikas Sowjetunion | Horst Witterstein Deutschland   | Horimir Netuka Tschechoslowakei Francis Magnetto Frankreich |

## Medaillenspiegel
| Rang | Land                            | Gold | Silber | Bronze | Gesamt |
| ---- | ------------------------------- | ---- | ------ | ------ | ------ |
| 01   | BR Deutschland                  | 3    | 1      | 3      | 7      |
| 02   | Polen                           | 3    | 0      | 1      | 4      |
| 03   | Sowjetunion                     | 2    | 3      | 1      | 6      |
| 04   | England                         | 2    | 0      | 0      | 2      |
| 05   | Frankreich                      | 0    | 1      | 2      | 3      |
| 05   | Deutsche Demokratische Republik | 0    | 1      | 2      | 3      |
| 07   | Rumänien                        | 0    | 1      | 1      | 2      |
| 08   | Ägypten                         | 0    | 1      | 0      | 1      |
| 08   | Ungarn                          | 0    | 1      | 0      | 1      |
| 08   | Schweden                        | 0    | 1      | 0      | 1      |
| 011  | Tschechoslowakei                | 0    | 0      | 3      | 3      |
| 012  | Jugoslawien                     | 0    | 0      | 2      | 2      |
| 012  | Finnland                        | 0    | 0      | 2      | 2      |
| 014  | Belgien                         | 0    | 0      | 1      | 1      |
| 014  | Dänemark                        | 0    | 0      | 1      | 1      |
| 014  | Italien                         | 0    | 0      | 1      | 1      |
|      | Gesamt                          | 10   | 10     | 20     | 40     |